# Asklepieion (Athene)
Het Asklepieion was een tempelcomplex gewijd aan Asklepios in het Oude Athene. 
De cultus voor Asclepius de Genezer was afkomstig uit Epidaurus, waar het belangrijkste heiligdom voor deze halfgod stond. Toen in 429 de pest uitbrak in Athene en een aanzienlijk deel van de bevolking stierf, werd besloten ook in deze stad een tempel te bouwen. De tempel werd gebouwd op een platform tegen de zuidelijke helling van de Akropolis, naast de Tempel van Dionysos. Het was een complex bestaande uit meerdere gebouwen. Zieke mensen trokken naar de tempel in de hoop op genezing en overnachtten daar in speciale slaapruimten waar heilige, maar niet-giftige slangen rondkropen. 's Ochtends vertelden de zieken hun droom van die nacht aan een priester, die dan een kuur voor de ziekte kon voorschrijven. 
Het complex was omgeven door een temenos en was in totaal 100 meter lang en 30 meter breed. Er stond een grote stoa, waar de zieke pelgrims, een stond een rituele reiniging moesten ondergaan. Deze stoa werd in tweeën gedeeld door een rij zuilen in het midden van het gebouw. Naast de stoa stond de heilige bron, geplaatst in een ronde kamer die in een grot van de Akropolis was uitgehouwen. Vlakbij stond de daadwerkelijke tempel  voor Asclepius, waar de zieken de nacht moesten doorbrengen. Aan de westzijde van het complex stond nog een tweede, kleinere, stoa, in Ionische en Dorische stijl, waarvan aangenomen wordt dat het de verblijfplaats van de priesters van de cultus was. 
De heilige bron werd in de Byzantijnse periode gebruikt als kapel voor de heilige Maria (Panaghia Kastriotissa). De tempel werd afgebroken en vervangen door een christelijke kerk, die gewijd was aan de Anargyroi, twee broers die tevens arts waren geweest, waarmee de medische achtergrond van de voormalige tempel behouden bleef. Later verviel het complex tot een ruïne. Restanten van de gebouwen werden in 1875-1876 opgegraven. 

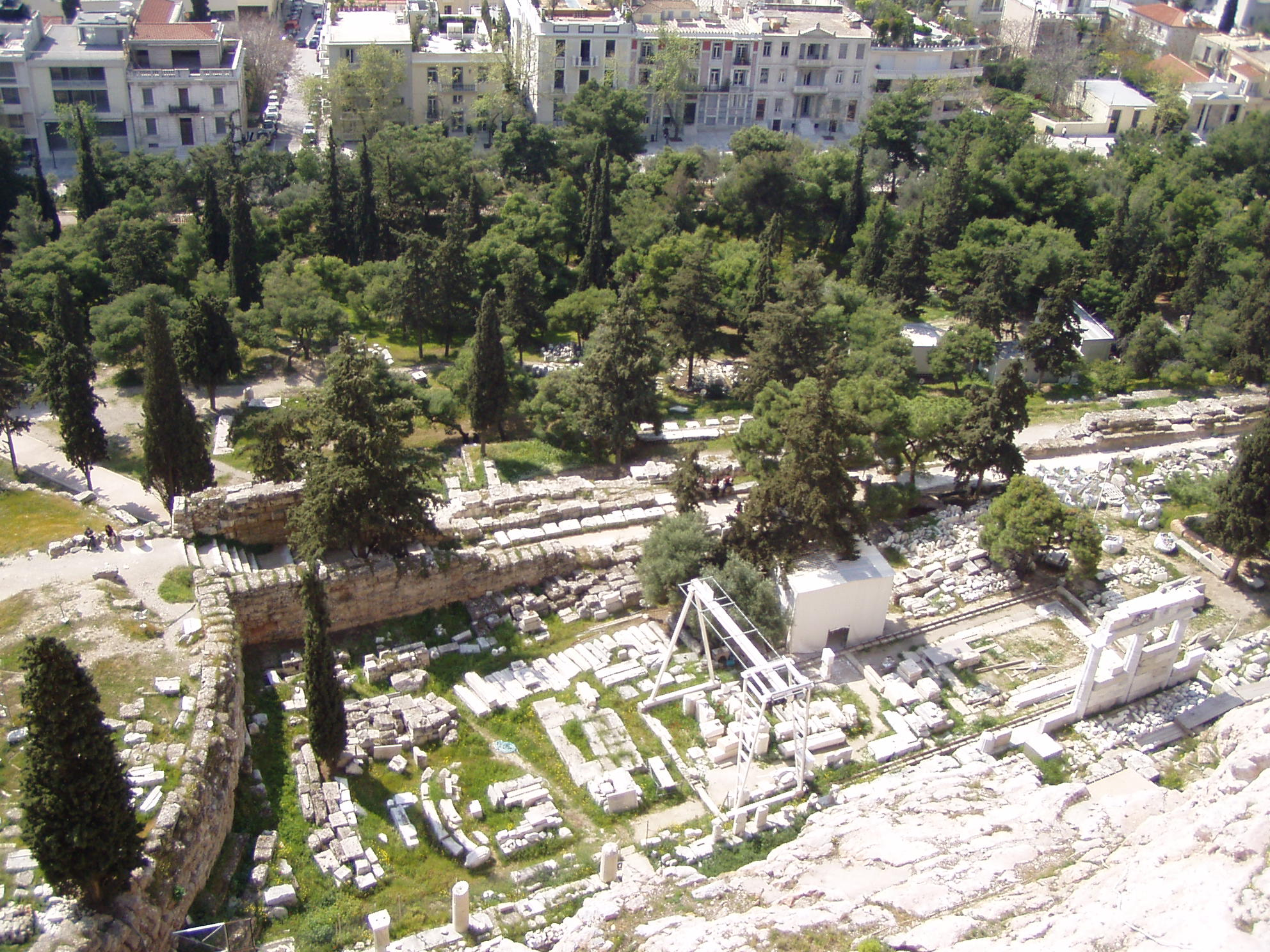
Overzicht van het tempelcomplex

## Bron
- Ancientsites - The Asclepeion of Athens[dode link]
- The Asklepieion spring house
- Ezinearticles - 927038 - The Asclepeion